# Roeien op de Olympische Zomerspelen 1948
Roeien is een van de sporten die beoefend werden tijdens de Olympische Zomerspelen 1948 in Londen.

## Heren

### skiff
| rang   | sporter            | land | tijd   |
| ------ | ------------------ | ---- | ------ |
| Goud   | Mervyn Wood        | AUS  | 7:24.4 |
| Zilver | Eduardo Risso      | URU  | 7:38.2 |
| Brons  | Romolo Catasta     | ITA  | 7:51.4 |
| 4      | John Kelly, Jr.    | USA  |        |
| 4      | Tranquilo Cappozzo | ARG  |        |
| 4      | Jean Sepheriades   | FRA  |        |
| 7      | Anthony Rowe       | GBR  |        |

### dubbel-twee
| rang   | sporters                           | land | tijd   |
| ------ | ---------------------------------- | ---- | ------ |
| Goud   | Richard Burnell Bert Bushnell      | GBR  | 6:51.3 |
| Zilver | Ebbe Parsner Aage Larsen           | DEN  | 6:55.3 |
| Brons  | William Jones Juan Rodríguez       | URU  | 7:12.4 |
| 4      | Mario Ustolin Francesco Dapiran    | ITA  |        |
| 4      | Joseph Angyal Arthur Gallagher     | USA  |        |
| 4      | Jacques Maillet Christian Guilbert | FRA  |        |
| 7      | Ben Piessens Willy Collet          | BEL  |        |

### twee-zonder-stuurman
| rang   | sporters                       | land | tijd   |
| ------ | ------------------------------ | ---- | ------ |
| Goud   | Jack Wilson Ran Laurie         | GBR  | 7:21.1 |
| Zilver | Hans Kalt Josef Kalt           | SUI  | 7:23.9 |
| Brons  | Felice Fanetti Bruno Boni      | ITA  | 7:31.5 |
| 4      | Jørn Snogdahl Ole Jensen       | DEN  |        |
| 4      | Frederick Grace Edward Bromley | AUS  |        |
| 4      | Pérsio Zancani Paulo Diebold   | BRA  |        |
| 7      | Gerhard Watzke Kurt Watzke     | AUT  |        |

### twee-met-stuurman
| rang   | sporters                                                    | land | tijd   |
| ------ | ----------------------------------------------------------- | ---- | ------ |
| Goud   | Finn Pedersen Tage Henriksen Carl Ebbe Andersen (stuurman)  | DEN  | 8:00.5 |
| Zilver | Giovanni Steffè Aldo Tarlao Alberto Radi (stuurman)         | ITA  | 8:12.2 |
| Brons  | Antal Szendey Béla Zsitnik Róbert Zimonyi (stuurman)        | HUN  | 8:25.2 |
| 4      | Vladeta Ristić Marko Horvatin Predrag Sarić (stuurman)      | YUG  |        |
| 4      | Ampelio Sartor Aristide Sartor René Crezen (stuurman)       | FRA  |        |
| 4      | Pedro Towers Ramón Porcel de Peralta Juan Parker (stuurman) | ARG  |        |

### vier-zonder-stuurman
| rang   | sporters                                                            | land | tijd   |
| ------ | ------------------------------------------------------------------- | ---- | ------ |
| Goud   | Giuseppe Moioli Elio Morille Giovanni Invernizzi Franco Faggi       | ITA  | 6:39.0 |
| Zilver | Helge Halkjær Aksel Bonde Hansen Helge Schrøder Ib Storm Larsen     | DEN  | 6:43.5 |
| Brons  | Frederick John Kingsbury Stuart Griffing Gregory Gates Robert Perew | USA  | 6:47.7 |
| 4      | Peter Kirkpatrick Hedley Rushmere Thomas Christie Anthony Butcher   | GBR  |        |
| 4      | Hein van Suylekom Sietze Haarsma Han Dekker Han van den Berg        | NED  |        |
| 4      | Edward Ramsay Anthony Ikin David Mayberry Charles Kietzman          | RSA  |        |

### vier-met-stuurman
| rang   | sporters                                                                                       | land | tijd   |
| ------ | ---------------------------------------------------------------------------------------------- | ---- | ------ |
| Goud   | Warren Westlund Robert Martin Robert Will Gordon Giovanelli Allen Morgan (stuurman)            | USA  | 6:50.3 |
| Zilver | Rudolf Reichling Erich Schriever Emil Knecht Pierre Stebler André Moccand (stuurman)           | SUI  | 6:53.3 |
| Brons  | Erik Larsen Børge Nielsen Henry Larsen Harry Knudsen Jørgen Ib Olsen (stuurman)                | DEN  | 6:58.8 |
| 4      | Jean-Paul Pieddeloup René Lotti Gaston Maquat Jean-Pierre Souche Marvel Boigegrain (stuurman)  | FRA  |        |
| 5      | Reginaldo Polloni Francesco Gotti Renato Macario Riccardo Cerutti Dominico Cambieri (stuurman) | ITA  |        |
| 6      | Miklós Zágon Lajos Nagy Tibor Nádas József Sátori Róbert Zimonyi (stuurman)                    | HUN  |        |

### acht
| rang   | sporters | land | tijd   |
| ------ | --- | ---- | ------ |
| Goud   | Ian Turner David Turner James Hardy George Ahlgren Lloyd Butler David Brown Justus Smith John Stack Ralph Purchase (stuurman)                                                                                | USA  | 5:56.7 |
| Zilver | Christopher Barton Michael Lapage Guy Richardson Ernest Paul Bircher Paul Massey Charles Brian Lloyd David Meyrick Alfred Mellows Jack Dearlove (stuurman)                                                   | GBR  | 6:06.9 |
| Brons  | Kristoffer Lepsøe Torstein Kråkenes Hans Egil Hanssén Halfdan Gran Olsen Harald Kråkenes Leif Naess Thor Pedersen Cad Henrik Monssen Sigurd Monssen (stuurman)                                               | NOR  | 6:10.3 |
| 4      | Peter Green Robert Christmas Harold Arthur Griffiths Alfred Stefani Marvin Hammond John Michael Zwierewich William John McConnell Ronald William Cameron Walter Robertson (stuurman)                         | CAN  |        |
| 4      | Felisberto Gonçalves Fortes Albino Simões Neto Carlos Roque João Dias de Souza João Alberto da Maia Lemos Carlos Roque da Benta José da Naia Machado Ricardo Santos da Benta Luis da Naia Machado (stuurman) | POR  |        |
| 4      | Angelo Fioretti Mario Acchini Fortunato Maninetti Bonifacio De Bortoli Enrico Ruberti Pietro Sessa Ezio Acchini Luigi Gandini Alessandro Bardelli (stuurman)                                                 | ITA  |        |

## Medaillespiegel
| rang   | land             | goud | zilver | brons | totaal |
| ------ | ---------------- | ---- | ------ | ----- | ------ |
| 1      | Groot-Brittannië | 2    | 1      | 0     | 3      |
| 2      | Verenigde Staten | 2    | 0      | 1     | 3      |
| 3      | Denemarken       | 1    | 2      | 1     | 4      |
| 4      | Italië           | 1    | 1      | 2     | 4      |
| 5      | Australië        | 1    | 0      | 0     | 1      |
| 6      | Zwitserland      | 0    | 2      | 0     | 2      |
| 7      | Uruguay          | 0    | 1      | 1     | 2      |
| 8      | Hongarije        | 0    | 0      | 1     | 1      |
| 8      | Noorwegen        | 0    | 0      | 1     | 1      |
| totaal | totaal           | 7    | 7      | 7     | 21     |